# Dolls Point
Dolls Point är en förort till Sydney i Australien. Den ligger i kommunen Bayside och delstaten New South Wales, i den sydöstra delen av landet, omkring 16 kilometer söder om centrala Sydney. Antalet invånare är 1 784.